# Croton soratensis
Croton soratensis är en törelväxtart som beskrevs av Johannes Müller Argoviensis. Croton soratensis ingår i släktet Croton och familjen törelväxter. Inga underarter finns listade i Catalogue of Life.